# Resolute
Resolute (Inuktitut: Qausuittuq) é um pequeno povoado inuit localizado na ilha Cornwallis, região de Qikiqtaaluk, Nunavut, Canadá. Está localizada no norte de Resolute Bay e da Passagem do Noroeste.
Resolute é considerada como um dos povoados mais setentrionais do Canadá, perdendo apenas para Grise Fiord (apesar de que tenhamos cidades como Alert e Eureka, mas não são consideradas como vila e povoados, mas sim como estações de clima). É também uma das localidades mais frias do planeta, com uma temperatura anual de -16,4ºC (2,5 ºF).
Sua população é de 229 habitantes, de acordo com o censo de 2006.